# Mons
Mons (nld. i niem. Bergen, pcd. Mont) – miasto w południowej Belgii, w Regionie Walońskim, siedziba administracyjna prowincji Hainaut oraz okręgu Mons. Leży przy granicy z Francją, 1 stycznia 2024 r. zamieszkiwało je 96 358 mieszkańców na powierzchni 147,56 km².
Mons jest centrum przemysłu górniczego Borinage.

## Historia
Początki osady sięgają czasów Cesarstwa rzymskiego, kiedy to obozowały tu wojska imperium. We wczesnym średniowieczu Mons, podobnie jak wiele innych miast, rozrosło się wokół klasztoru. Pełniło funkcję grodu obronnego.
W okresie Niderlandów Hiszpańskich kilkakrotnie przechodziło z rąk do rąk: hiszpańskie, przejściowo w 1572, 1691–1697, 1709–1713 pod panowaniem francuskim, następnie od 1713 w rękach Habsburgów austriackich.
W latach 1792–1815 anektowane zostało przez Francję. Od 1815 w Królestwie Zjednoczonych Niderlandów, a od 1830 w niepodległej Belgii.
W czasie obydwu wojen światowych trwające tu intensywne walki z Niemcami przyniosły miastu spore zniszczenia. Na początku drugiej połowy XX wieku kryzys gospodarczy całego zagłębia węglowego Borinage. W 1971 r. w mieście powstał uniwersytet (UMons).
Od 1967 roku Mons jest siedzibą Sojuszniczego Dowództwa Operacji NATO (ACO). Został on tam przeniesiony z Fontainebleau po tym, jak Francja wycofała się ze struktur wojskowych sojuszu.
W 2015 r. miasto zostało wybrane Europejską Stolicą Kultury.

## Podział administracyjny
W skład miasta wchodzi 18 dzielnic (section):
- Ciply
- Cuesmes
- Flénu
- Ghlin
- Harmignies
- Harveng
- Havré
- Hyon
- Jemappes
- Maisières
- Mesvin
- Nimy
- Nouvelles
- Obourg
- Saint-Denis
- Saint-Symphorien
- Spiennes
- Villers-Saint-Ghislain

## Współpraca
Miejscowości partnerskie:
- Briare, Francja
- Brugia, Flandria Zachodnia
- Changsha, Chiny
- Kairuan, Tunezja
- Little Rock, Stany Zjednoczone
- Sefton, Anglia
- Thoissey, Francja
- Vannes, Francja

## Zabytki
- gotycka kolegiata pw. św. Waldetrudy (Sainte-Waudru), zbudowana w latach 1460-1589
- barokowa beffroi zbudowana w latach 1661-1672
- późnogotycki ratusz (1440-1443)

W Mons znajduje się najstarsza w Belgii loża wolnomularska.